# Rudolf von Feistmantel
Rudolf rytíř von Feistmantel (22. července 1805 Ottakring, Vídeň – 7. února 1871 Vídeň, Rakousko) byl rakouský lesník, který se podílel na slovenském lesnickém školství. Feistmantel byl i známý ochranář, lesní hospodář a entomolog.

## Biografie
Rudolf von Feistmantel studoval na Vídeňské univerzitě a v letech 1825 - 1827 navštěvoval k. k. Forstakademie v rakouském Mariabrunne. Po absolvování studií tam působil jako privátní docent. V roce 1835 odchází pracovat jako profesor lesnictví do Banské Štiavnice, kde působí jako vedoucí Lesnického ústavu. Profesora Rudolfa Feistmantela pokládáme za skutečného zakladatele botanické zahrady v Banské Štiavnici, neboť zajistil pro potřeby Lesnického ústavu při Báňské akademii v Banské Štiavnici koupi budovy bývalé restaurace Fortuny i s přilehlou zahradou, v níž v letech 1838 - 1839 byly provedeny terénní úpravy, vybudovaly se zavlažovací zřízení, jezírka a položily se základy botanické zahrady.
V roce 1847 se vrací zpět do Vídně, kde působil jako ministerský rádce nově zřízeného ministerstva zemědělství a hornictví. Od roku 1848 působil ve státní správě. Zasloužil se o reorganizaci státní lesnické služby, podílel se na přípravě Lesního zákona č. 250/1852, jak i na zavádění státních lesnických zkoušek. Sestavil růstové tabulky podle podkladů rakouských a německých lesníků. Od roku 1853 byl přidělen na ministerstvo financí, kde působil až do roku 1868, kdy odešel do výslužby.
V roce 1865 byl vyznamenán Leopoldovým řádem (něm. Leopoldsorden), který dostávali významní rakouští občané za civilní, ale i vojenské zásluhy. Zemřel roku 1871 ve Vídni ve věku 66 let.

## Entomologické aktivity
V rámci svého působení v lesnické profesi se věnoval i entomologii. Nejvýznamnější jeho prací byla čtyřdílná encyklopedie lesnictví: "Die Forstwissenschaft nach ihrem ganzen Umfange mit besonderer Rücksicht auf die österreichischen Staaten", která se na dlouhá léta stala hlavní učebnicí pro posluchače lesnické akademie v té době. V této práci uvedl v dost rozsáhlých kapitolách významný hmyz pro lesnictví z řadu brouků, motýlů a blanokřídlých.